# Eliomar Coelho
Eliomar de Souza Coelho (Coremas, 18 de abril de 1941) é um político brasileiro filiado ao Partido Socialista Brasileiro (PSB). Nascido na Paraíba e criado no Ceará, foi vereador e deputado estadual pelo Rio de Janeiro.
Em 2018, disputou sua última eleição, sendo reeleito deputado estadual com 34.836 votos.
Antes disso, cumpriu sete mandatos como vereador da cidade do Rio de Janeiro. Foi vice-presidente para a América do Sul do Grupo Mundial de Parlamentares para o Habitat, entidade ligada a ONU. É Engenheiro formado pela Universidade de Brasília (UnB), em 1969.

## Carreira política
Nascido na Paraíba, no dia 18 de abril de 1941, mudou-se para o município de Icó, no Ceará, onde foi batizado em seu segundo dia de vida.  
No Icó, concluiu o Curso Primário e teve sua primeira atuação política, concorrendo para ser orador da turma e foi vencedor. Em Lavras da Mangabeira, estudou dois anos na Escola de Iniciação Agrícola. Já em Fortaleza, com o objetivo de continuar os estudos, terminou o Ginásio e concluiu o Científico. Dado o seu grau de instrução, cumpriu o serviço militar fazendo o Curso de Preparação de Oficiais da Reserva (CPOR), cuja etapa final foi cumprida com o estágio obrigatório na cidade de Ipameri, no estado de Goiás. Foi orador na conclusão do Ginásio e na conclusão do CPOR. 
Eliomar iniciou sua militância política ainda na faculdade, quando foi Secretário e Presidente do Diretório Acadêmico da Engenharia e Primeiro Vice-Presidente da Federação de Estudantes Universitários da UnB (FEUB). 
Em 1979, assume como 1º Secretário em chapa eleita para o Sindicato dos Engenheiros no Rio de Janeiro. Coordenou também a Comissão de Apoio às Comunidades (COTAC) no Senge, tratando de problemas das comunidades mais carentes da cidade. Na mesma época, fez parte do Conselho Diretor do Clube de Engenharia do Rio de Janeiro.
Em 1985, concorreu para para vereador pelo Partido dos Trabalhadores, do qual foi um dos fundadores. Foi o segundo candidato mais votado na legenda, ficando com a 1ª suplência. Em 1987, com a eleição de Benedita da Silva para a Assembleia Nacional Constituinte de 1987, em Brasília, tomou posse na Câmara Municipal do Rio de Janeiro.
Em seu primeiro mandato, foi para as ruas para denunciar o projeto de lei que pretendia garantir aposentadoria compulsória aos vereadores. Colheu assinaturas da população e convenceu o então prefeito Saturnino Braga a vetar a proposição.
Ainda na década de 1980, foi relator da Comissão de Desenvolvimento Urbano, Uso e Ocupação do Solo, Saneamento Básico e Meio Ambiente, na elaboração da Lei Orgânica do Município. No início dos anos 90, foi relator do Capítulo de Política Urbana do Plano Diretor da Cidade, reconhecido publicamente como uma das legislações mais avançadas do país. 
Em 2005, saiu do PT por considerar que o partido havia abandonado os ideais de ética e justiça social, e entrou no PSOL. Foi candidato a vice-governador pela legenda, nas eleições estaduais no Rio de Janeiro em 2006, na chapa de Milton Temer.
Em 2014, foi eleito deputado estadual, assumindo o mandato em fevereiro de 2015. No dia 11 de dezembro de 2014, fez seu discurso de despedida da Câmara de Vereadores, após 24 anos como legislador da cidade do Rio de Janeiro. 
No dia 1º de fevereiro de 2015, Eliomar Coelho tomou posse na Alerj. Votou contra a eleição de Jorge Picciani para a presidência da Alerj e contra a concessão da Medalha Tiradentes ao então presidente da Câmara dos Deputados, Eduardo Cunha. Também votou contra a eleição do deputado Domingos Brazão para conselheiro do Tribunal de Contas do Estado (TCE-RJ), quando votou em um funcionário de carreira do tribunal.  
Nas eleições de 2018, Eliomar Coelho foi reeleito deputado estadual para a 12ª legislatura (2019–2023) da Assembleia Legislativa do Estado do Rio de Janeiro (Alerj). No pleito, como candidato do Partido Socialismo e Liberdade (PSOL), Eliomar obteve 34.836 votos.
No dia 23 de março de 2022, se filiou ao Partido Socialista Brasileiro (PSB), encerrando uma trajetória de 17 anos no PSOL. Em nota nas redes sociais, o parlamentar afirmou que não pretende disputar as próximas eleições, mas reafirma que isso não quer dizer que ele saia da política.

## Câmara dos Vereadores
Em 2003, impediu, através de ação popular na Justiça, a construção do Museu Guggenheim na zona portuária da cidade. De acordo com a decisão do tribunal, a Prefeitura não tinha o direito de assinar o contrato para o projeto de US$ 134 milhões com a Fundação Salomon Guggenheim, uma vez que o acordo comprometeria o orçamento por dez anos, muito além do término da gestão do então prefeito Cesar Maia.
Em 2011, Eliomar devolveu o aumento de salário concedido aos vereadores. O parlamentar também se recusou a receber um veículo oficial. A indignação da população sobre a volta da frota legislativa levou ao cancelamento da compra pela Câmara Municipal.
Desde a década de 1990, seu mandato produz o Guia Rio que Encanta, com a agenda dos desfiles dos blocos carnavalescos na cidade, além de dicas de especialistas sobre samba e choro.

## CPI dos Ônibus na Câmara dos Vereadores

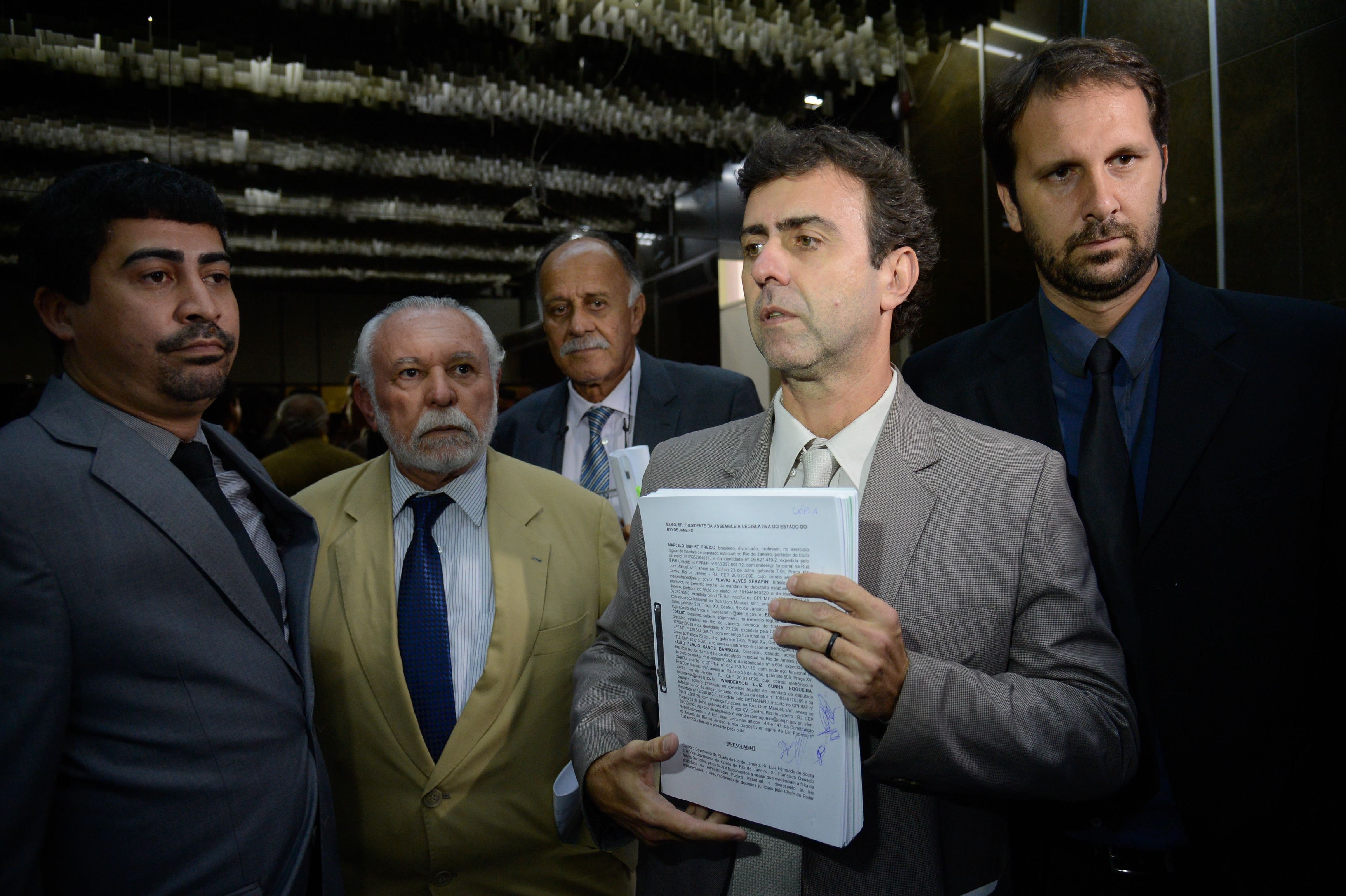
Deputados da bancada do PSOL protocolam pedido de impeachment do governador Luiz Fernando Pezão na Assembleia Legislativa do Estado do Rio de Janeiro em 2017.

Eliomar Coelho foi autor do pedido de instalação da Comissão Parlamentar de Inquérito, em junho de 2013, para investigar denúncias de cartelização do sistema de transportes na cidade do Rio Janeiro (cidade) e desvendar o fluxo de arrecadação das empresas de ônibus na cidade, cujos serviços, custos e tarifas não são fiscalizados ou auditados pelo Poder Público. 
Desde a licitação de linhas de ônibus no Rio de Janeiro, em 2010, que teve indícios de formação de cartel, Eliomar tentava investigar o assunto. Por influência das manifestações populares de junho de 2013, o parlamentar conseguiu as assinaturas necessárias para implantação da CPI. No entanto, o parlamentar renunciou à comissão após seus principais cargos terem ficado com aliados do prefeito Eduardo Paes.
Em protesto, a população encheu as galerias com palavras de ordem e cartazes, exigindo uma investigação em profundidade. O caso foi parar na Justiça e a CPI foi suspensa porque sua composição não respeitou a proporcionalidade das bancadas partidárias da Câmara Municipal, pois tinha quatro membros de partidos da situação e apenas um da oposição. O episódio alcançou repercussão nacional.

## Obra
- Reengenharia na Cidade, Editora Taurus, 1995.

## Controvérsias

### Relatório sobre transações bancárias suspeitas
Em dezembro de 2018, veio à tona um relatório de 422 páginas do Conselho de Controle de Atividades Financeiras (Coaf) que havia sido anexado pelo Ministério Público Federal à investigação que origem à Operação Furna da Onça e que ganhou grande repercussão nacional por envolver um ex-assessor parlamentar de Flávio Bolsonaro, filho do presidente Jair Bolsonaro. O documento reúne informações a respeito de operações bancárias de 75 funcionários e ex-servidores da Assembleia Legislativa do Estado do Rio de Janeiro (Alerj) citadas em comunicados sobre transações financeiras suspeitas. As operações suspeitas, que envolvem pessoas que trabalham ou trabalharam em 20 gabinetes de deputados estaduais do Rio de Janeiro de diferentes matizes ideológicas, totalizam mais de R$ 207 milhões.
O relatório do Coaf apontou que funcionários do gabinete de Eliomar Coelho na Alerj movimentaram um total de R$ 1,7 milhão entre janeiro de 2016 e janeiro de 2017. Por meio de nota, Eliomar afirmou que está à disposição para qualquer esclarecimento e que denuncia e repudia relações injustificáveis e inaceitáveis. Já o Ministério Público Federal, em nota, esclareceu que nem todas as movimentações atípicas citadas no documento seriam, necessariamente, ilícitas.